# 크리스마스 선물

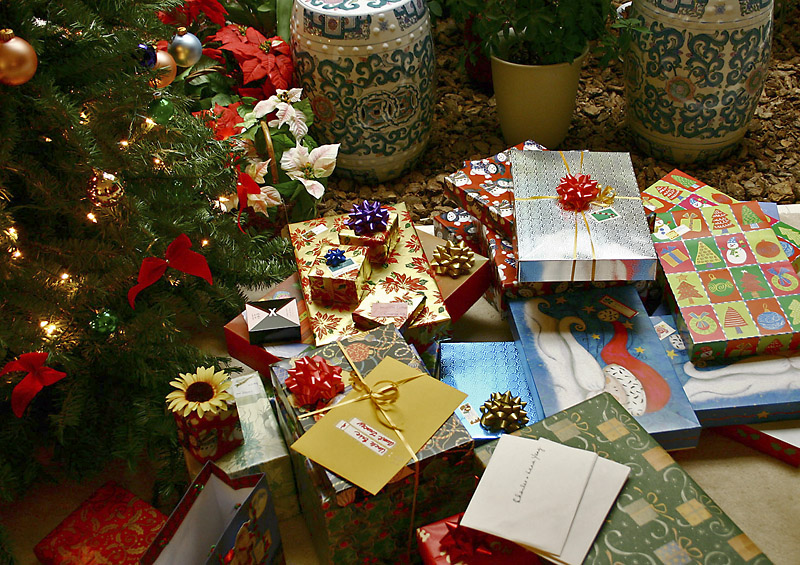
크리스마스 트리와 선물

크리스마스 선물은 크리스마스를 축하하기 위한 선물이다. 크리스마스 선물은 주로 크리스마스 당일에 이루어진다. 기독교 전통에 따르면 크리스마스에 선물을 주는 관행은 세 명의 동방 박사가 아기 예수에게 선물을 주는 것을 상징한다.

## 같이 보기
- 선물
- 박싱 데이